# Михаел Ханеке
Михаел Ханеке (Минхен, 23. фебруар 1942) аустријски је редитељ, сценариста и универзитетски професор.

## Биографија
Познат је по свом узнемирујућем и шокантном стилу. Осим што је филмски и позоришни редитељ, такође је писац, филозоф и професор. Пре свега је познат по филмовима који документују проблеме и слабости савременог друштва.
Добитник је две „Златне палме“, 2009. године за најбољи филм награђен је његов филм „Бела трака“, а 2012. године, награду за најбољи филм 65. Канског фестивала добио је за филм „Љубав“. За исти филм добио је Оскара у категорији најбољег филма ван енглеског говорног подручја

## Филмографија
| Год.  | Назив              | Жанр | Награда      |
| ----- | ------------------ | ---- | ------------ |
|       |                    |      |              |
| 2001. | Професорка клавира |      |              |
| 2005. | Скривено           |      |              |
| 2007. | Забавне игре       |      |              |
| 2009. | Бела трака         |      | Златна палма |
| 2012. | Љубав              |      | Златна палма |